# La Sylphide
La Sylphide, apresentada em 1832 na Ópera Nacional de Paris, é um balé de dois atos com coreografia de Fillipo Taglioni, pai de Marie Taglioni.
Este balé, com música de Jean-Madeleine Schneitzhoeffer, se passa em algum lugar da Escócia. Um escocês se apaixona por uma sílfide, mas depois cai nas mãos de uma feiticeira, que o entrega um xale mágico e pede que ele o amarre na cintura da sílfide, porém ela morre.
Marie Taglioni foi a primeira bailarina a dançar este balé, pois seu pai coreografou-o especialmente para ela. Ao vê-la dançar, o grande poeta francês Théophile Gauthier, disse que ela era "tão sublime e tão grande como Lamartine e Byron", os dois grandes poetas do Romantismo.
Os figurinos são os famosos tutus românticos, com asinhas de prata na altura acima da cintura.

## Enredo
James, um camponês escocês, estava prestes a casar-se com Effie, também camponesa. Porém no dia do seu casamento James apaixona-se por uma sílfide, um ser sobre-humano. James abandona todos para ficar com a Sílfide. Porém percebe que é impossível fazê-la passar por ser humano. Uma bruxa chamada Madge vê que os dois estão mesmo apaixonados e dá um lenço mágico a James, dizendo-lhe que ele deve amarrá-lo na cintura da Sílfide de modo a que as asas dela caiam. Mas para isso ela nunca mais poderá voar. Quando a Sílfide coloca o lenço morre. James fica destroçado e ao voltar para Effie mas percebe que ela se casou com outro homem,  sendo assim, ficado sem ninguém. Furioso, James enfrenta Madge, que o mata.

## Estreia
Estreou a 12 de março de 1832, na Ópera de Paris.

## Curiosidades
- Foi o precursor do Balé romântico.

- Pela primeira vez foram utilizados tutus românticos.

- As sapatilhas de ponta também foram usadas pela primeira vez em La Sylphide, por Marie Taglioni, que interpretava o papel principal na estreia do ballet.